# پیتر کارل لودویگ شوارتز
پیتر کارل لودویگ شوارتز (انگلیسی: Peter Carl Ludwig Schwarz; ۴ ژوئن ۱۸۲۲ – ۲۹ سپتامبر ۱۸۹۴) دانشمند در زمینه اخترشناسی اهل امپراتوری روسیه بود.